# Moji-ku
Moji (門司区, Moji-ku) est l'un des sept arrondissements de la ville de Kitakyūshū au Japon. Il est situé au nord-est de la ville, au bord du détroit de Kanmon.

Position de l'arrondissement de Moji dans la ville de Kitakyūshū.

En 2016, sa population est de 99 314 habitants pour une superficie de 73,67 km2, ce qui fait une densité de population de 1 350 hab./km2.

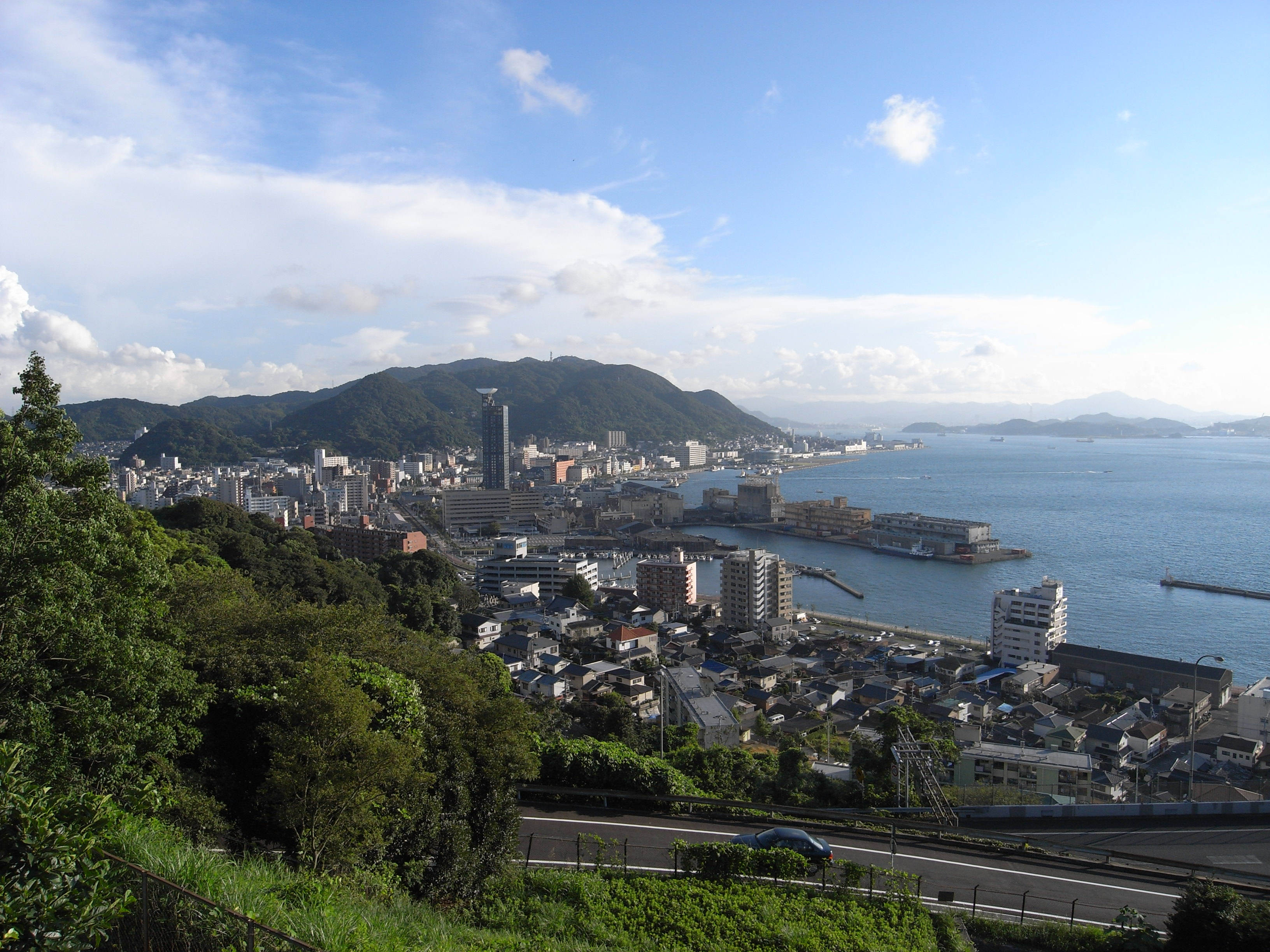
Vue de Moji-ku.

## Histoire
L'arrondissement correspond à l'ancienne ville de Moji qui a fusionné avec quatre autres villes en 1963 pour former Kitakyūshū.

## Lieux notables
- Mojiko Retro (ensemble de bâtiments de style européen datant du début du XXe siècle, dont la gare de Mojikō)
- Mekari-jinja

## Transport publics
Les gares de Moji et Mojikō sont desservies par la ligne principale Kagoshima de la JR Kyushu.